# Princeton (Colúmbia Britânica)

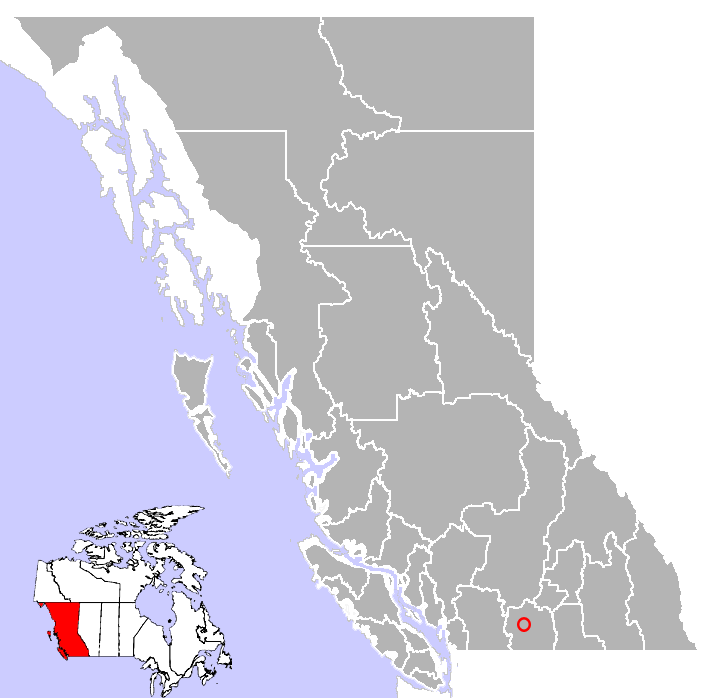
Localização de Princeton na província de Colúmbia Britânica.

Princeton é um município canadense da província de Colúmbia Britânica, localizado próximo à fronteira com o estado norte-americano de Washington. Sua população, segundo o censo de 2001, era de 2.610 habitantes.